# 清瀬市役所

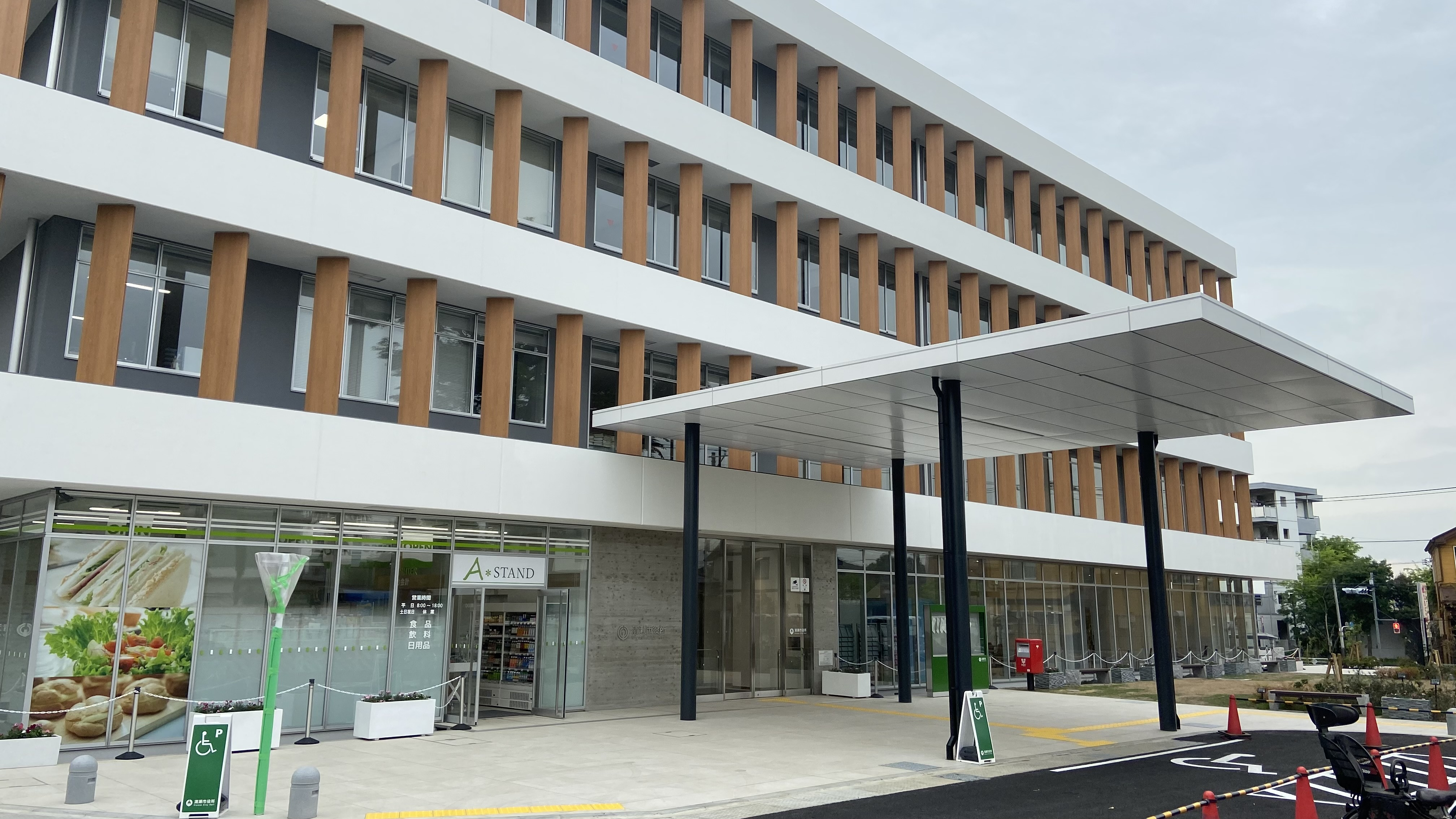
清瀬市役所新庁舎

清瀬市役所（きよせしやくしょ）は、東京都清瀬市の執行機関としての事務を行う施設（役所）。

## 市庁舎
2020年（令和2年）に竣工した市庁舎は、地下1階、地上4階（23.42m）の鉄筋コンクリート造の建物である。2021年（令和3年）5月6日に開庁式が行われた。
| 階   | |
| ---- | --- |
| 4F   | 議場、委員会室、正副議⾧室・議員控室、議会事務局、監査委員事務局、情報政策課、展望ロビー、研修室 |
| 3F   | 市長室、副市長室、秘書広報課（秘書係）、会見室（会議室）、庁議室（災害対策本部室）、会議室、企画課、秘書広報課（広報広聴係）、財政課、都市計画課、道路交通課、下水道課、水と緑と公園課、環境課、建築管財課、防災防犯課、職員課、総務課（総務統計係）、市史編さん室 |
| 2F   | 教育⾧室、行政資料コーナー／議会図書室、市民協働ルーム、授乳室、キッズコーナー、総務課（文書法制係／契約検査係）、子育て支援課、産業振興課、課税課、徴収課、生涯学習スポーツ課、教育指導課、教育総務課、選挙管理委員会事務局                                       |
| 1F   | 会計課、市民課、保険年金課、介護保険課、福祉総務課、障害福祉課、生活福祉課、売店 |
| 地下 | 公用車駐車場 |

## 特徴

### 省エネ・省資源化
市庁舎は省エネ・省資源化のため、太陽光、雨水・井水など自然エネルギーの活用が図られている。

### 市営養蜂「東京清瀬市みつばちプロジェクト」
2014年（平成26年）に市役所屋上を利用した市営養蜂「東京清瀬市みつばちプロジェクト」をスタートさせた。
採取された清瀬市役所産はちみつ「Kiyohachi（きよはち）」として販売され、給食や料理教室にも活用されている。2015年度（平成27年度）からはふるさと納税返礼品としても活用されている。菓子製造業者などにも販売され新商品開発が行われているほか、ミツバチは市役所周辺の農作物の受粉にも役立っている。
2023年（令和5年）は猛暑の影響で蜂蜜を採取することができず廃止も検討されたが、市民からの声もあり、一般会計補正予算案に事業費が盛り込まれ存続することになった。事業の再開後は東久留米市の養蜂場に委託して実施する方針である。